# Plectranthus parviflorus
Espèce
Plectranthus parviflorus est une espèce de plantes à fleurs de la famille des Lamiacées. En Nouvelle-Calédonie, on l'appelle méamoru ou encore mitché.

## Description

### Aspect général
Cette plante pousse au ras du sol.

### Feuilles
Les feuilles sont opposées, velues, assez épaisses et cassantes.

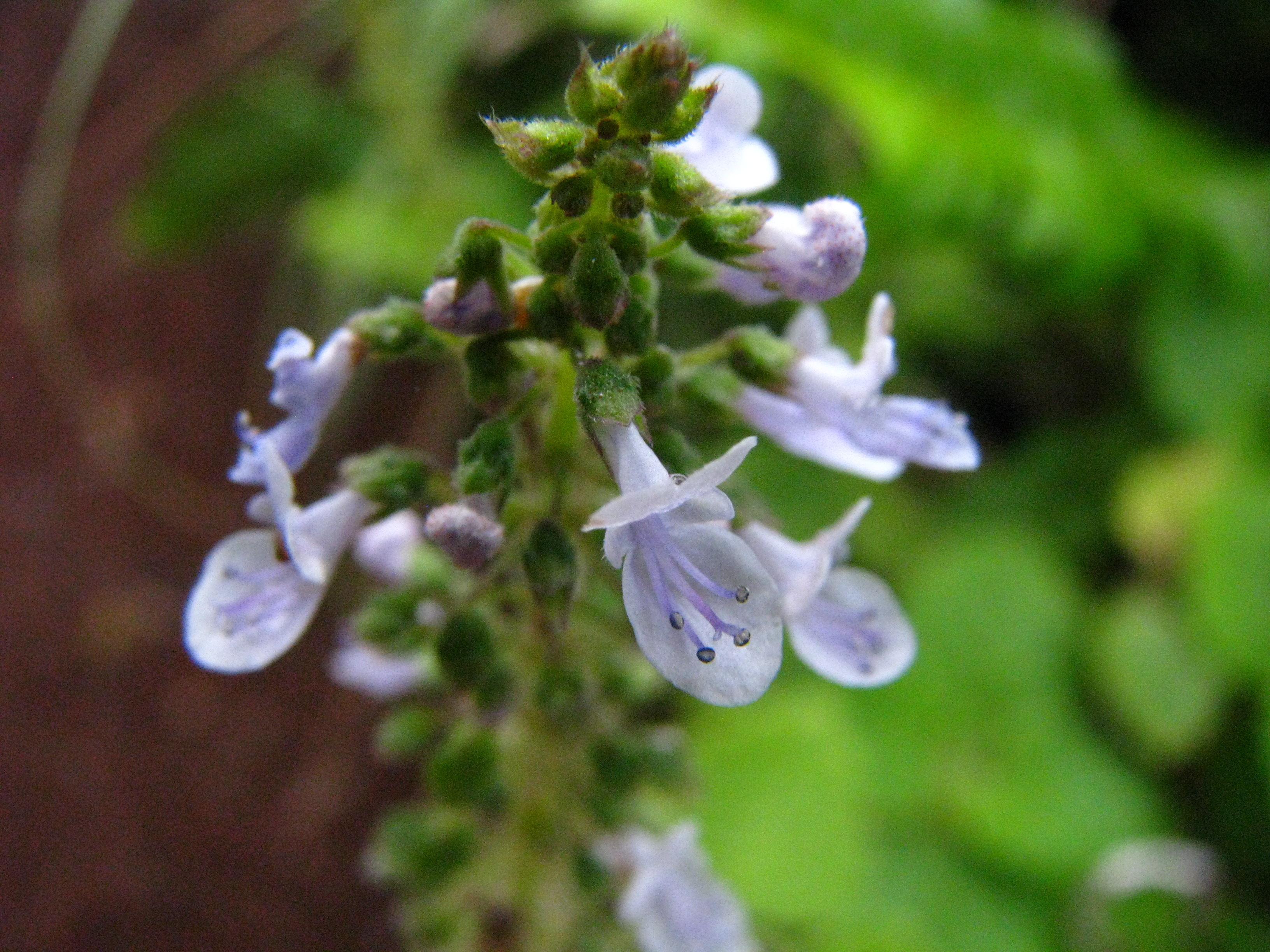
Fleurs.

### Fleurs
Ses fleurs, bleues à violettes, sont très petites, d'où son nom parviflorus.

## Symbolique
En Nouvelle-Calédonie, cette plante est symbole de vie ; chaque morceau de sa tige peut former une bouture. Pour annoncer la naissance d'un enfant, une tige est offerte à son oncle maternel, associée à une sagaie si c'est un garçon, à de l'écorce de niaouli si c'est une fille.